# Stadtmuseum Siegburg
Das Stadtmuseum Siegburg ist ein archäologisches, kunst- und kulturhistorisches Museum zur Geschichte Siegburgs.
Es wurde im Mai 1990 in der ehemaligen Lateinschule am Markt, dem Geburtshaus des Komponisten Engelbert Humperdinck, eröffnet. Auf vier Ausstellungsebenen dokumentiert das Museum die Stadtgeschichte von der Frühzeit bis in die Gegenwart. Neben Archäologie, Fossilien und der Siegburger Renaissance-Keramik, werden Ausstellungen zeitgenössischer Künstler gezeigt. Zusammen mit zwei Veranstaltungsräumen für jeweils 199 Besucher ist das Stadtmuseum Siegburg ein kulturelles Zentrum im rechtsrheinischen Rhein-Sieg-Kreis.
Seit 2014 ist es durch einen Durchgang mit der Stadtbibliothek Siegburg zu einem offenen Kulturhaus verbunden.

## Geschichte der Sammlung

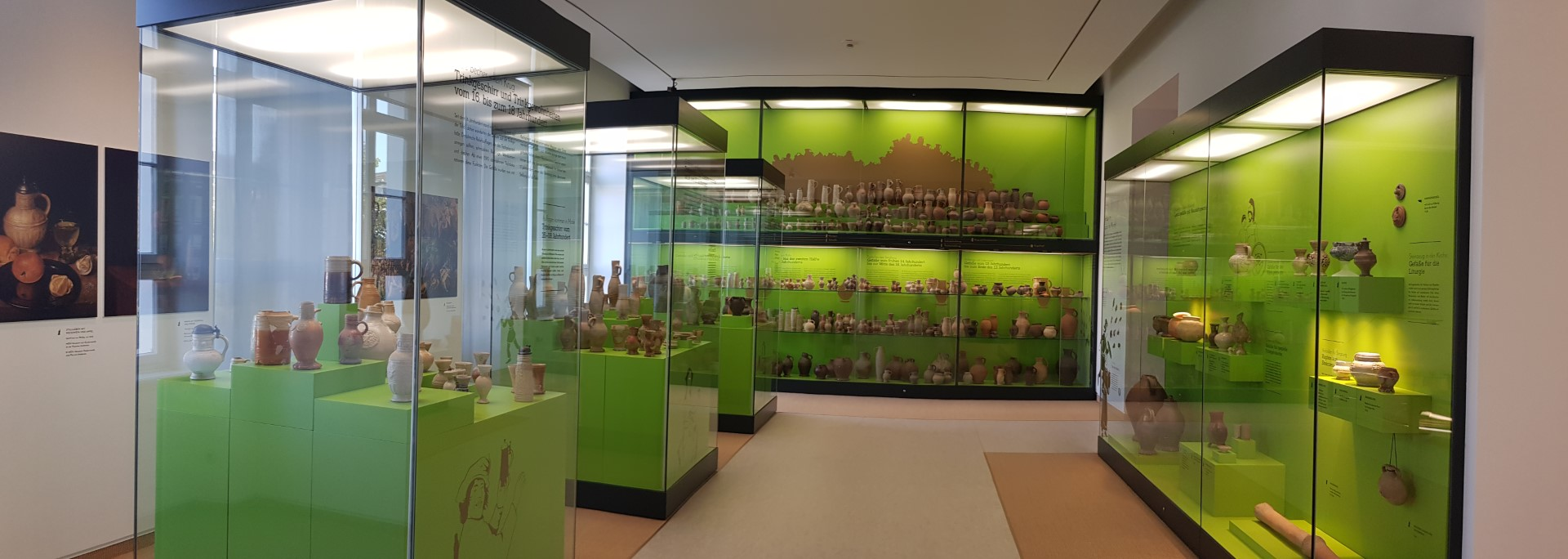
Blick in die Abteilung zum Siegburger Steinzeug im Stadtmuseum Siegburg. (2021)

Die Sammlung geht auf das Jahr 1903 zurück. Angeregt durch den Bürgermeister Carl Plum gründete sich ein „Altertumsverein Siegburg“ (heute „Geschichts- und Altertumsverein für Siegburg und den Rhein-Sieg-Kreis“), der sich Sammlung und Erhalt von „Altertümern“ zur Geschichte Siegburgs und des damaligen Sieg-Kreises zur Aufgabe gemacht hatte. Ein besonderes Augenmerk lag auf den Produkten der Siegburger Keramik und Alltagsgegenständen. Nach einer ersten Ausstellung 1916 war die Sammlung zeitweise in Räumlichkeiten der Abtei auf dem Michaelsberg untergebracht, nach dem Zweiten Weltkrieg in einem kleinen Heimatmuseum in der Kaiserstraße, ab 1960 dann in einem Kulturzentrum ebenfalls in der Kaiserstraße. Dieses musste 1972 der Stadtsanierung weichen. Bis zur Eröffnung des heutigen Stadtmuseums 1990 wurde ein Teil im „Torhaus-Museum“ des Siegwerkes gezeigt.

## Museumsgebäude
Das ursprüngliche Gebäude wurde ab 1826 im klassizistischen Stil für das städtische Gymnasium über den erhaltenen Kellergewölben des mittelalterlichen Rathauses errichtet. Bis 1909 erfolgten mehrere Erweiterungen, die sich in ihrer Fassadengestaltung an den älteren Gebäudeteil anpassten. Nachdem das Gymnasium aus Platzgründen in das ehemalige Lehrerseminar Siegburg umziehen musste, wurde das Haus ab 1930 zunächst als Amtsgericht, später als Finanzamt genutzt.
Der Umbau zum Museum erfolgte ab 1988 nach Plänen des Siegburger Architekten Hartmut de Corné. Bei der grundlegenden Neugestaltung des gesamten Baukörpers wurde versucht, die durch die ursprüngliche Funktion als Schule vorgegebene Raumaufteilung wiederherzustellen und in den musealen Kontext zu überführen. So wurde unter anderem ein ehemaliger Innenhof durch Absenken des Bodenniveaus als ein Veranstaltungsforum integriert und der Museumskomplex um eine Wechselausstellungsfläche erweitert. Ein weiterer Veranstaltungssaal nach historischem Vorbild entstand in der ehemaligen Aula des Gymnasiums.

### Geburtshaus von Engelbert Humperdinck und Joseph Hermann Mohr

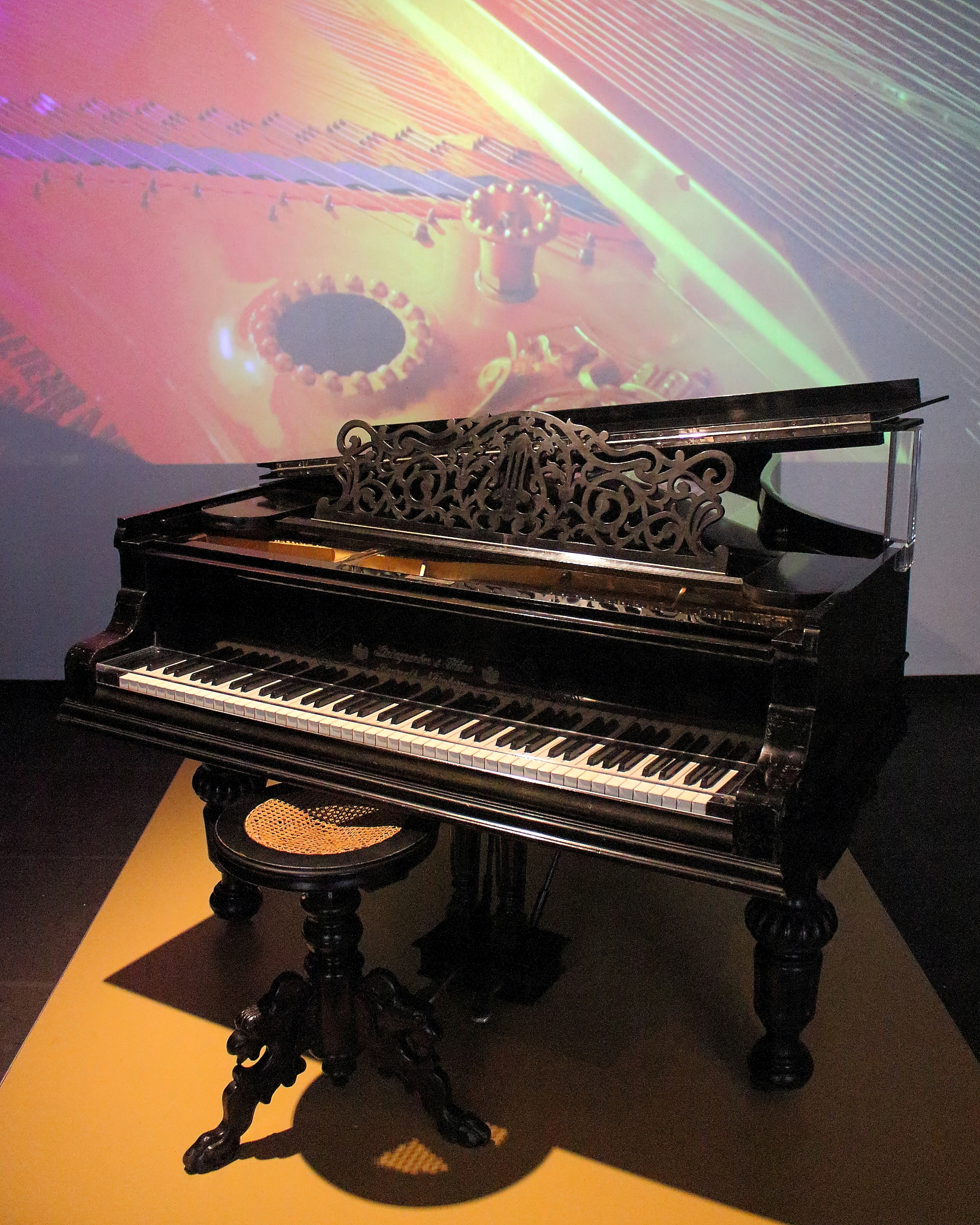
Steingraeber-Flügel von Engelbert Humperdinck (Leihgabe Historisches Museum Frankfurt am Main) (2016)

Das Gebäude des heutigen Stadtmuseums ist das Geburtshaus von Engelbert Humperdinck und Joseph Hermann Mohr. Der Komponist Humperdinck (* 1. September 1854; † 27. September 1921 in Neustrelitz) war der Sohn des Gymnasiallehrers Gustav (Ferdinand) Humperdinck und der Kantorentochter Gertrud (Helene Olivia) Hartmann, die im Progymnasium eine Dienstwohnung bewohnten. Weltweiten Ruhm erlangte Humperdinck durch seine Märchenoper Hänsel und Gretel. Ebenfalls als Lehrersohn im Progymnasium zur Welt kam der Jesuitenpater Joseph Hermann Mohr (* 10. Januar 1834; † 7. Februar 1892 in München). Mohr war ein Hymnologe, Kirchenliedkomponist und Texter und machte sich um die Reform des deutschen Kirchenliedes in der Zeit des Kulturkampfes verdient.

### Kulturhaus mit Stadtmuseum und Stadtbibliothek
Die bis dahin in benachbarten, aber getrennten Gebäuden untergebrachten Kulturinstitutionen Stadtmuseum und Stadtbibliothek wurden 2014 durch bauliche Maßnahmen zu einem Kulturhaus vereint. Hierdurch haben Besitzer des Bibliotheksausweises auch freien Eintritt in das Stadtmuseum. Gemeinsame Veranstaltungen und inhaltliche Verschränkungen von historischer Dauerausstellung und Sachgebieten der Stadtbibliothek sollen die Offenheit für die Besucher beider Institutionen fördern.

## Dauerausstellung
Die Dauerausstellung erstreckt sich über die vier Geschosse des Stadtmuseums und ist nach folgenden Themen gruppiert:
- „Das Bild der Stadt durch die Jahrhunderte“
- Vor- und Frühgeschichte (Geologie, Rotter Fossilien, erste Besiedlung)
- „Siegburger Abtei und Stadt im Mittelalter“ mit Johänneken-Bildstock
- „Rechtsgeschichte, Hexenverfolgung und Stadtarchäologie“
- Siegburger Keramik
- „Siegburg in der preußischen Zeit“
- Engelbert Humperdinck
- Siegburg 1933–1945
- „Siegburg seit dem Zweiten Weltkrieg“

Beachtenswert sind neben dem modernen Gestaltungskonzept der Dauerausstellung eine Sammlung von Fossilien (Ober-Oligozän) aus einer aufgelassenen Blätterkohlengrube in Hennef (Fossillagerstätte Rott), die vom Mittelalter bis ins 17. Jahrhundert in Siegburg hergestellten keramischen Produkte (Rheinische Keramik) und etliche beim Umbau zum Museum gefundene Relikte mittelalterlicher Bauten, die an Ort und Stelle verblieben sind und in die Museumsausstellung integriert wurden.

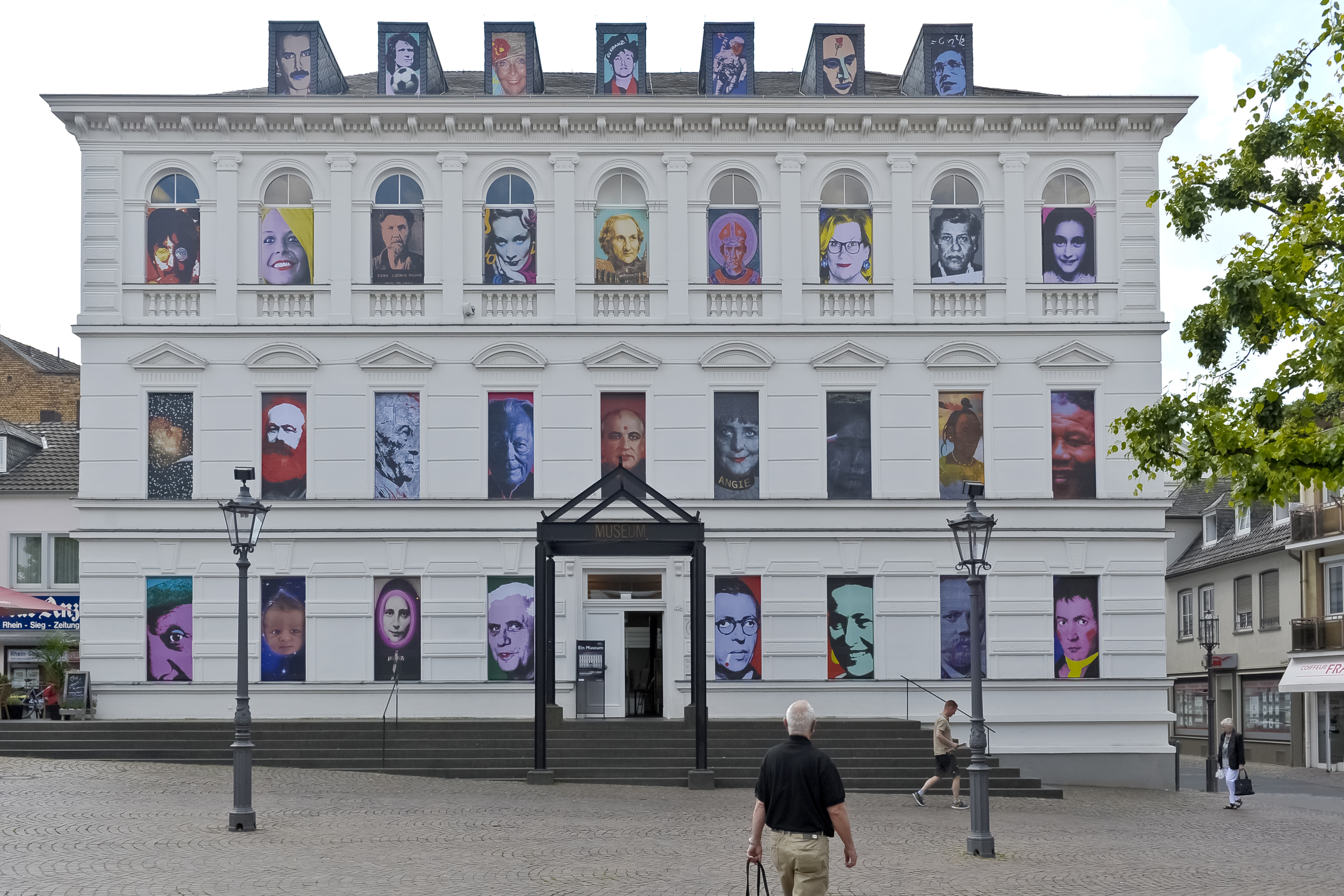
Home-Heimat von HA Schult 2014
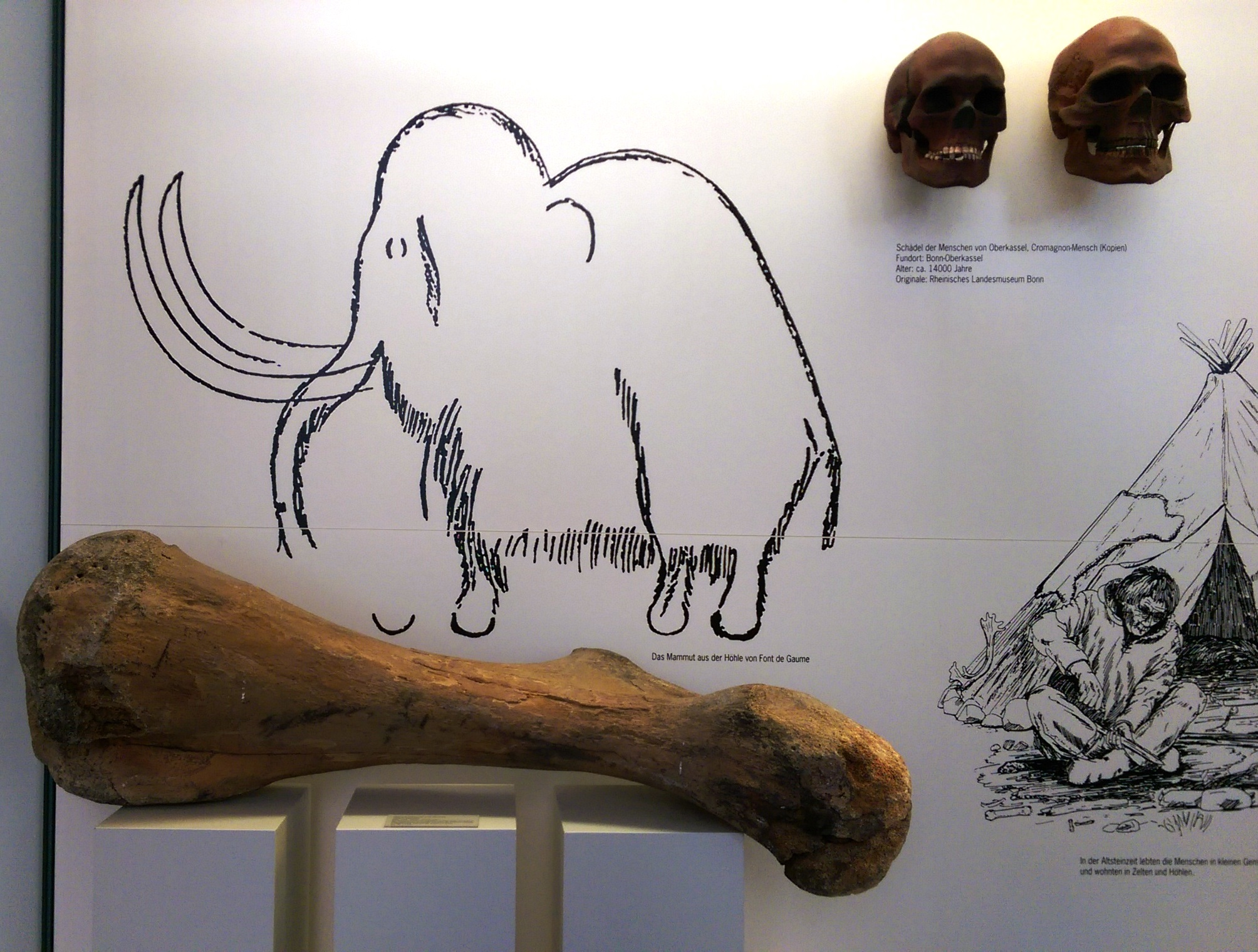
Abteilung für Vor- und Frühgeschichte
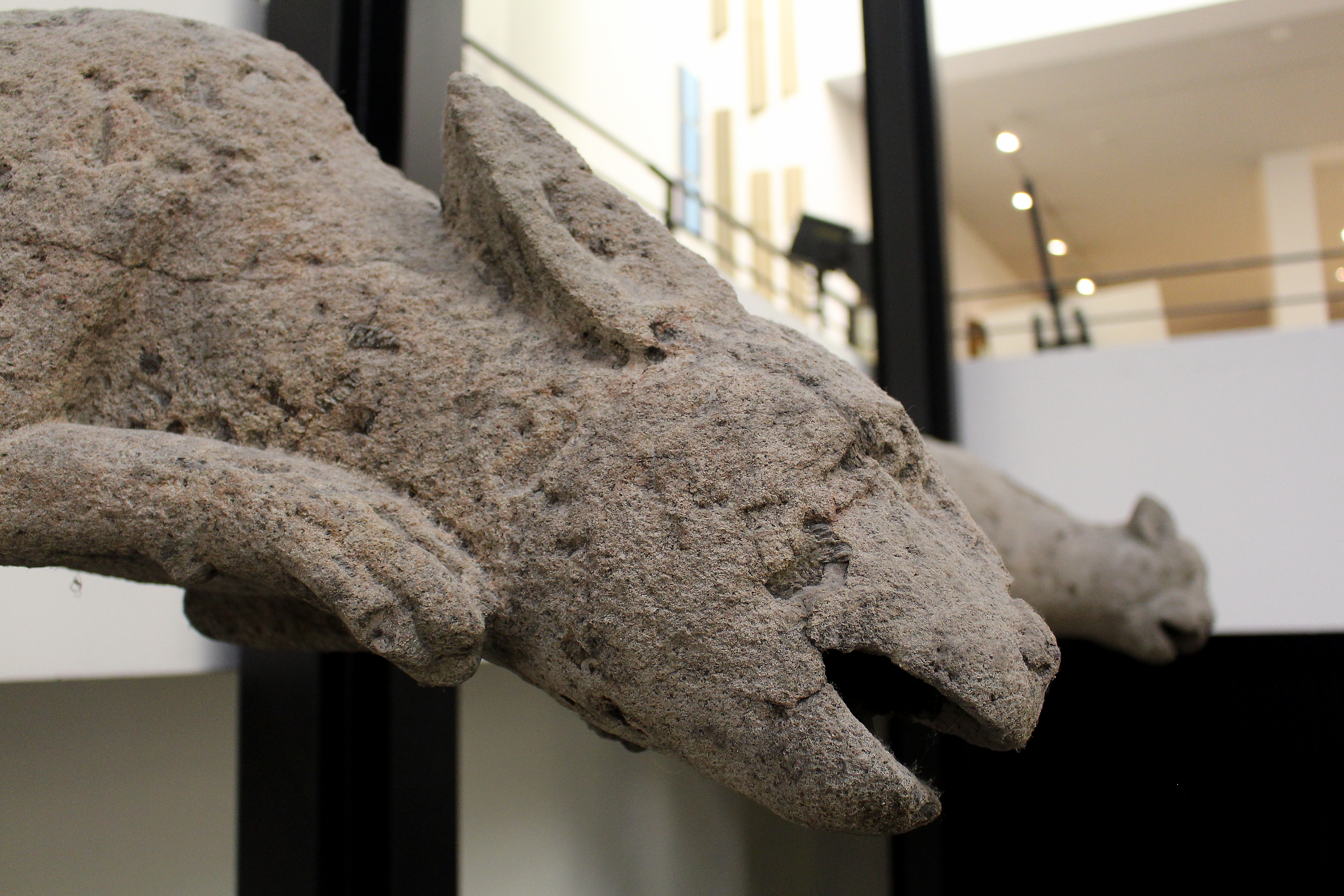
Gotische Wasserspeier im Forum
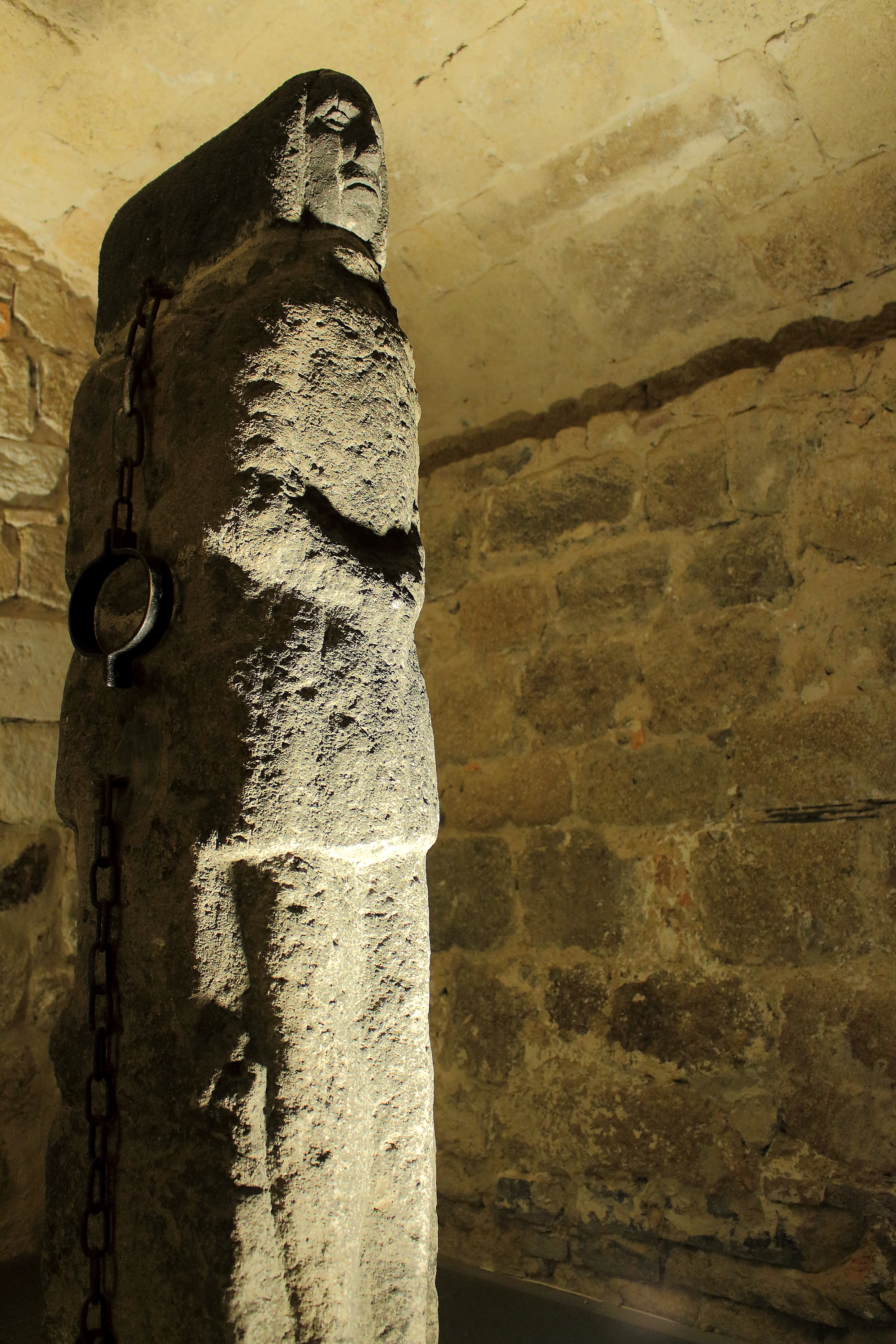
Der „Käx“, historischer Pranger der Stadt
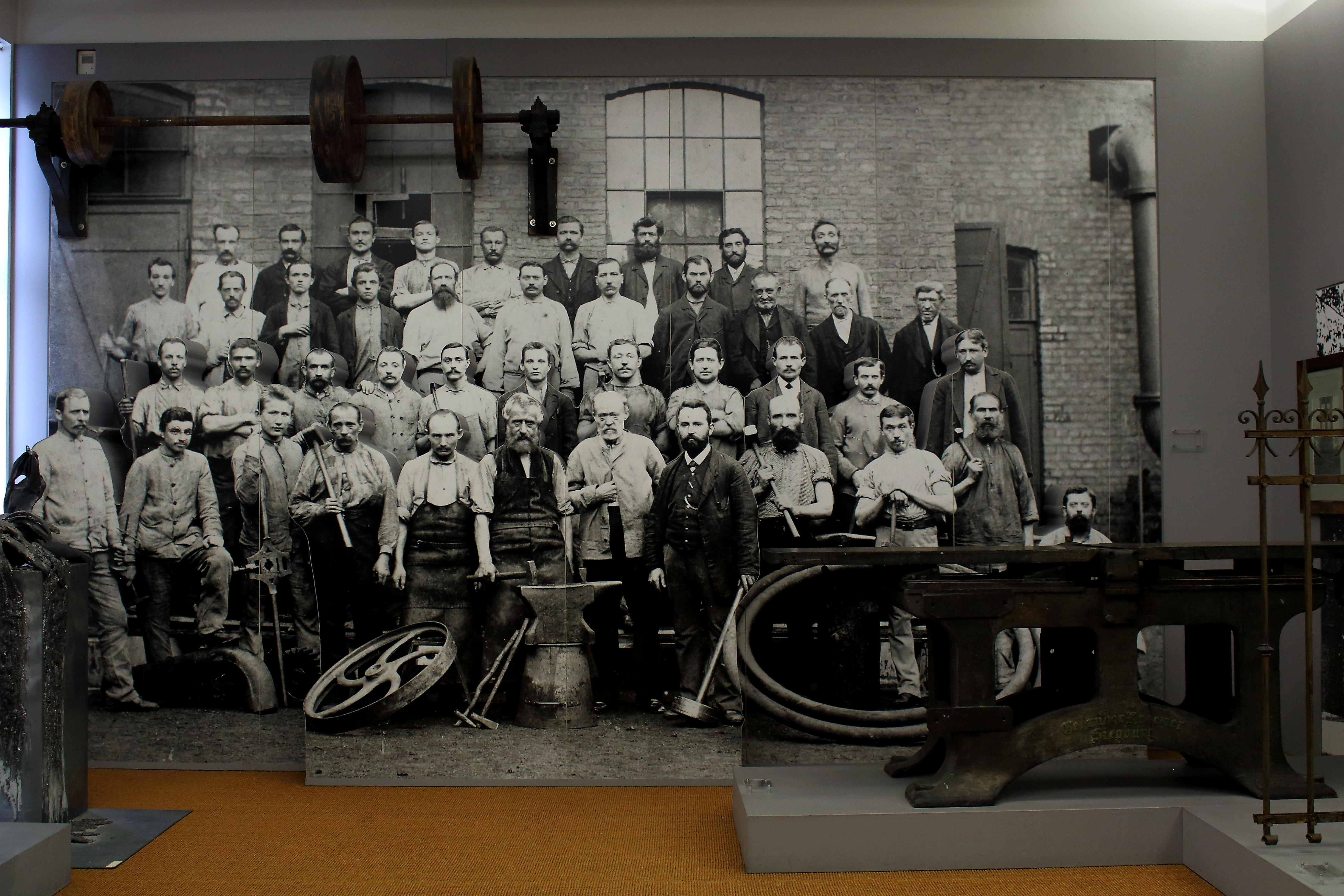
Abteilung für Industriegeschichte
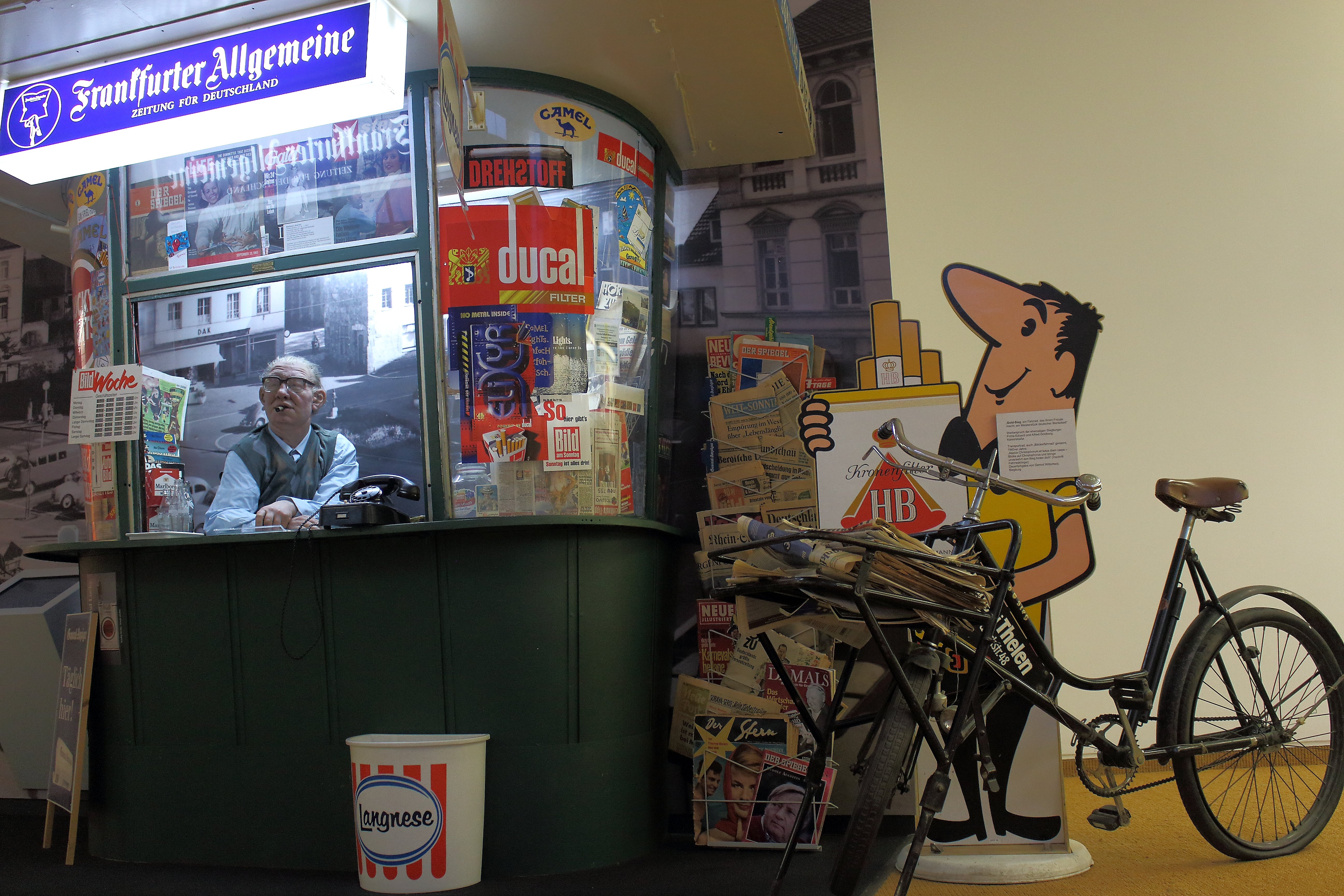
Siegburger Kiosk nach dem 2. Weltkrieg

## Sonderausstellungen
Der Schwerpunkt der Wechselausstellungstätigkeit liegt auf der zeitgenössischen Kunst. Seit der Eröffnung haben ca. 200 Künstler ihre Werke im Rahmen von Einzel- und Gruppenausstellungen, Kunstaktionen oder Installationen gezeigt. Die Spannbreite reicht dabei von Malerei über Skulptur bis zu Installationen und Performance. Besonderen Wert legt die Museumsleitung auf die künstlerische Nachwuchsförderung. Zum Konzept des Hauses gehört es, die Abteilungen zur Stadtgeschichte durch Arbeiten zeitgenössischer Künstler zu ergänzen. Wichtige Ausstellungen waren: Jo Jastram mit Lichtinstallationen und Klangobjekten zur Eröffnung; Walter Valentini, der seine Arbeit Siegburg – Sein Himmel, seine Maße speziell für das Stadtmuseum konzipiert hat und die seitdem dort im Forum gezeigt wird.
Hans-Günther van Look; Armin Mueller-Stahl und Harald Naegeli, waren anlässlich des Stadtjubiläums 2014 (950 Jahre Siegburg), zu dem auch der Aktionskünstler HA Schult die Fassade des Museumsgebäudes für sein Tableau HOME_HEIMAT genutzt hat, zu Gast im Stadtmuseum. Künstler mit regionalem Bezug waren unter anderem: Viktor Bonato, Herbert Döring-Spengler, Hansik Gebert, Hermann-Josef Hack, Johannes Wolf, Jürgen Schmitz, K. P. Kremer oder Norbert Müller-Everling. Weitere Ausstellungen galten Künstlern wie Mark Tobey (1990), Pablo Picasso (1992), Marc Chagall (1993), Antoni Tàpies (1994), Wasja Götze (1998), Jürgen Schadeberg (2009), Leonardo da Vinci (2010), Dieter Nuhr (2010), Günther Uecker (2010) und Salustiano (2010) sowie 2016 Hansik Gebert – Retrospektive. Malerei – Fotografie – Objekte und 2017/2018 die Retrospektive van Look. Viel beachtet wurde 2018 eine Ausstellung mit graphischen Arbeiten von Markus Lüpertz in Zusammenarbeit mit dem Katholisch-Sozialen Institut in Siegburg.

## Museumsschaufenster und Galerie
Neben der ständigen Sammlung und den Sonderausstellungen ist das Museumsschaufenster ein weiterer Ausstellungsort. Hier werden etwa Neuerwerbungen, Privatsammlungen oder Schülerarbeiten von Kunstkursen von Partnerschulen präsentiert. Die Galerie im Foyer, gelegen bei der Garderobe ergänzt oft dieses Schaufenster.

## Veranstaltungen
Das Stadtmuseum verfügt neben einer Gesamtausstellungsfläche von 2.000 m2 mit der an das historische Vorbild angelehnten Aula, einem zentralen, großzügig gestalteten Forum und einem mittelalterlichen Gewölbekeller („Weinkeller“) über mehrere multifunktionale Räume. Die Besucherkapazität liegt bei maximal 199 Personen. Mit 20.000 Besuchern/Jahr ist das Stadtmuseum ein Veranstaltungszentrum im östlichen Rhein-Sieg-Kreis. Das kulturelle Programm besteht dabei großteils aus Konzerten, Kleinkunst, Vorträgen und museumspädagogischen Kursen; dazu kommen Bürgerinformationsveranstaltungen, kleinere Tagungen und Seminare sowie standesamtliche Trauungen.
Bereits 1987 gestartet in Zusammenarbeit mit dem „Geschichts- und Altertumsverein für Siegburg und den Rhein-Sieg-Kreis“, dem „Verein der Freunde des Stadtmuseums Siegburg e. V.“ und dem „Verein der Freunde und Förderer des Michaelsberges e. V.“ finden im Stadtmuseum regelmäßig bei freiem Eintritt die Siegburger Museumsgespräche statt (bis 2025 über 300 Vorträge), zugleich die älteste Vortragsreihe der Stadt Siegburg. Sie wird möglich gemacht durch den „Verein der Freunde des Stadtmuseums“. Sie widmen sich dem aktuellen Forschungsstand oder geben einen Einblick in unveröffentlichte Arbeiten. Vorgestellt und diskutiert werden auch Master- und Doktorarbeiten.

## Verein der Freunde des Stadtmuseum Siegburg e. V.
Mit den Planungen zum neuen Stadtmuseum gründete sich 1989 der „Verein der Freunde des Stadtmuseums“ mit rund 250 Mitgliedern (Stand 2016). Gründungsvorsitzender war Werner Neunkirch, der 2010 von Klaus Hartmann abgelöst wurde. Der Förderverein unterstützt zahlreiche Museumsaktivitäten, vor allem den Ankauf neuer Sammlungsstücke und die museumspädagogische Arbeit.